# A-324
La A-324 es una carretera autonómica andaluza que transcurre desde la pedanía de La Cerradura, en el término municipal de Pegalajar, enlazando así con la A-44, hasta la A-401 en el término municipal de Huelma.

## Principales puntos y enlaces
- Inicio
- N-323  hacia La Cerradura y La Guardia al norte, y al sur,  N-323  a:

-Acceso a  A-44  a Jaén y Granada, y área de servicio de la salida 59 de la misma autovía.
-  JA-3206  a Cárchel.
- Las localidades de Arbuniel y Carchelejo ( N-323 ).
- Antiguo trazado de la  N-324  hacia el paraje de El Mercadillo.
- Puente sobre el Río Villanueva
- Cambil
- Pista forestal hacia Pegalajar
- JA-3204  hacia Arbuniel.
- Cambil
- Pista forestal hacia la pedanía cambileña de Mata-Bejid.
- Pista forestal hacia el parque natural de Sierra Mágina, el castillo de Mata-Bejid y Torres.
- Pista forestal "Camino de la Tosquilla" hacia el Pico Mágina y la pedanía huelmeña de Cabrita.
- Pista forestal "Camino del Espinar" hacia el paraje de Fuensanta de Huelma.
- Huelma
- JA-4204  hacia Arbuniel y Montejícar.
- Huelma
- Puente sobre el Río Jandulilla
- A-401  hacia Bélmez de la Moraleda y Úbeda al norte y Guadahortuna y Guadix al sur.
- Fin

## Obras
Últimamente ha habido diversas obras en esta carretera

### 1997
- Acondicionamiento del tramo La Cerradura - Cambil desde el kilómetro 0 hasta el kilómetro 5. En este tramo había una carretera que pasaba por una zona llamada El Mercadillo, pero había muchas curvas y el tramo era peligroso. Por ello, se llevó a cabo una explotación de los cerros para pasar una carretera más ancha y con menos curvas, que se separaría de la antigua en el mismo enlace con la A-44 y se enlazaría ya a 2 km de Cambil.

### 2008
- Acondicionamiento del tramo Cambil - Huelma desde el kilómetro 8 hasta el kilómetro 10. En este tramo había una carretera muy estrecha en el que muy difícilmente cabían dos coches, y la situación empeoraba cada vez que se cruzaban dos autobuses, pues por esta carretera pasan muchos de ellos a Huelma, Guadahortuna, etc. Por ello se ha ampliado la anchura de la carretera.
- Acondicionamiento de todo el tramo de la carretera dentro de Cambil (P.K. 7-8) Se asfaltó y se hicieron mejores intersecciones para la entrada a la principal cooperativa oleícola del municipio, para la entrada a la estación de servicio Cambil y para la entrada al centro urbano por la Avda. San José de Calasanz. Esta última era una entrada estrecha en la que los coches que venían del oeste debían girar más de 180°. Se ha ampliado la entrada con una intersección con más espacio para girar.

- Datos: Q5653250